# Prionolepis
Die Prionolepis (Syn.: Aspidopleurus) ist eine ausgestorbene Fischgattung aus der Ordnung der Eidechsenfischverwandten (Aulopiformes), die in der Oberkreide lebte. 

## Merkmale
Prionolepis waren mittelgroße, etwa 20 cm lang werdende Fische von schlanker Gestalt. Der Kopf war lang und schmal. Die Rückenflosse befand sich vor der Körpermitte, vor den Bauchflossen. Die Schwanzflosse war gegabelt. Charakteristisch sind gesägte, in Reihen angeordnete Schuppen. Prionolepis bedeutet „Sägeschuppe“.

## Systematik
Prionolepis wird sowohl von Joseph Nelson als auch von Karl Albert Frickhinger der 1969 von Goody aufgestellten monotypischen Familie Prionolepidae und zusammen mit den ebenfalls ausgestorbenen Familien Dercitidae und Ichthyotringidae der Unterordnung Ichthyotringoidei innerhalb der Aulopiformes (Eidechsenfischverwandte) zugeordnet. Andere Wissenschaftler ordnen alle kreidezeitlichen Eidechsenfischverwandte der Unterordnung Enchodontoidei zu, die allerdings nicht monophyletisch ist. 

## Arten
- Prionolepis angustus Lundgren, 1889 - oberes Albium bis Cenomanium, Schweden
- Prionolepis angustus Forey et al., 2003 - Cenomanium bis Turonium, England
- Prionolepis cataphractus Forey et al., 2003 - mittleres Cenomanium, Libanon